# Керак (Француска)
Керак (фр. Cayrac) насеље је и општина у јужној Француској у региону Миди Пирене, у департману Тарн и Гарона која припада префектури Montauban.
По подацима из 2011. године у општини је живело 512 становника, а густина насељености је износила 82,45 становника/km². Општина се простире на површини од 6,21 km². Налази се на средњој надморској висини од 80 метара (максималној 152 m, а минималној 79 m).

## Демографија
| 1962. | 1968. | 1975. | 1982. | 1990. | 1999. | 2011. |
| ----- | ----- | ----- | ----- | ----- | ----- | ----- |
| 263   | 301   | 289   | 313   | 340   | 366   | 512   |

График промене броја становника у току последњих година